# Voluptés diaboliques
Pour plus de détails, voir Fiche technique et Distribution.
Voluptés diaboliques (Tentazioni proibite) est un film documentaire mondo italien réalisé par Osvaldo Civirani et sorti en 1965.
Le film présente des numéros de strip-tease et des scènes de vies nocturnes dans plusieurs villes européennes. L'affiche et le générique attribuent au film des participations d'acteurs qui, en réalité, semblent avoir été filmés malgré eux voire plus ou moins contre leur gré.

## Fiche technique
- Titre original italien : Tentazioni proibite[1] (litt. « Tentations interdites »)
- Titre français : Voluptés diaboliques[2]
- Réalisateur : Osvaldo Civirani
- Scénario : Osvaldo Civirani
- Photographie : Osvaldo Civirani
- Montage : Olga Pedrini
- Musique : Lallo Gori
- Décors : Francesco Bronzi (it)
- Production : Osvaldo Civirani
- Sociétés de production : Wonder Films Produzione Cinematografica
- Pays de production :  Italie
- Langue originale : italien
- Format : Couleur - 2,35:1 - Son mono - 35 mm
- Durée : 90 minutes
- Genre : comédie
- Dates de sortie :
  - Italie : 1965 (visa délivré le 7 novembre 1963[1])
  - France : juillet 1968

## Distribution
- Alan Kemp
- Dana Ghia
- Helen Bugge
- Nella Asaro
- Francesca Ungaro
- Renato Rossini
- Lilli Melon
- Anna Maria Mareglia
- Mara Carisi
- Gina Sampieri
- Jean-Luc Godard
- Violetta Montenero
- Gabriella De Vito
- Graziella Rotatori
- Vivienne Bocca
- Karin Mayer
- Alberto Sordi
- Carol Danell
- Silvana Corsini
- Renato De Montis
- Michel Piccoli
- Albert Uzan
- Bianca Pividori
- Fulvio Pellegrino
- Isa Mallucci
- Claudia Maiolini
- Christine Keeler
- Uhti Hof
- Carlo Dapporto
- Roberta Dominici
- Yvonne De Carlo
- Pino Pennese
- Ottavio Possidoni
- Valerio Corradi
- Lidia Carancini
- Brigitte Bardot
- Anna Maria Bellincioni